# Красный Кут (Весёловский район)
Кра́сный Кут — хутор в Весёловском районе Ростовской области.
Входит в состав Позднеевского сельского поселения.

## Население
| 1989 | 2002 | 2010 |
| ---- | ---- | ---- |
| 413  | ↗518 | ↘508 |

## Улицы
| - пер. Зелёный, - пер. Луговой, - ул. Марьевская, - ул. Молодёжная, | - ул. Набережная, - ул. Радужная, - пер. Степной, - ул. Школьная. |

## Достопримечательности
На хуторе находится братская могила советских воинов, павших в боях за хутор в январе 1943 года, а также мемориал памяти  землякам, погибшим на полях сражений Великой Отечественной войны.